# Acid rock
Acid rock (lit. rock ácido) é uma forma de rock psicodélico que se caracteriza por longos solos instrumentais, poucas (se houver) letras e improvisação musical. .O jornalista americano Tom Wolfe descreveu a música influenciada pelo LSD de Pink Floyd, The Doors, Led Zeppelin, The Jimi Hendrix Experience, Jefferson Airplane, Quicksilver Messenger Service, The Great Society, New Riders of the Purple Sage, Ultimate Spinach, Iron Butterfly, Blue Cheer e Grateful Dead como "acid rock" em seu livro sobre Ken Kesey e os Acid Tests, The Electric Kool-Aid Acid Test. O termo acid é uma gíria norte-americana para LSD, sendo responsável pela etimologia da palavra.
O acid rock foi a forma mais pesada e alta variante do rock psicodélico, e desenvolveu-se a partir de improvisações do blues de bandas como o Cream e The Jimi Hendrix Experience. O acid rock não teve muita duração, e acabou sendo envolvido e implodido dentro do universo da psicodelia, e as bandas que não cessaram de existir acabaram por se tornar bandas de heavy metal ou hard rock, como Alice Cooper, Blue Cheer e o Steppenwolf.
A combinação do blues-rock com o acid rock formou boa parte da base original do heavy metal. Uma das bandas mais influentes nesta fusão de gêneros foi o power trio Cream, que formou um som característico, pesado e maciço, através de riffs em uníssono tocados pelo guitarrista Eric Clapton e o baixista Jack Bruce, bem como o uso extensivo dos bumbos de Ginger Baker que influenciaram gerações do heavy metal. Seus LPs, Fresh Cream (1966), Disraeli Gears (1967), Wheels of Fire (1968) e Goodbye (1969) são tidos como obras primas do acid rock e protótipos essenciais do metal. Os álbuns do Jimi Hendrix Experience, Are You Experienced (1967), Axis: Bold as Love (1967) e Electric Ladyland (1968) também foram extremamente influentes para o estilo. A técnica virtuosística de Hendrix seria emulada por muitos guitarristas do metal, e o single de maior sucesso do álbum, "Purple Haze", é identificado por muitos como o primeiro hit do gênero.

## Características
O rock ácido é definido pela Allmusic como "a mais pesada, mais alta variação do rock psicodélico", com bandas que "contam com guitarras distorcidas, letras alucinantes e longos jams". O termo também é usado para se referir ao subgrupo de bandas de rock psicodélico que fizeram parte ou foram influenciados pelo San Francisco Sound, e que tocavam uma música mais alta e "pesada", com longos solos improvisados.

### Instrumentos
Apesar da maioria das bandas de rock serem constituídas por um quarteto que inclua um vocalista, um guitarrista, um baixista e um baterista, no rock ácido há muitas variações, tanto no número de integrantes quanto nos instrumentos utilizados. Algumas bandas como The Jimi Hendrix Experience, Cream e Blue Cheer são formadas apenas por três integrantes e são considerados protótipos do power trios. As bandas de rock ácido, especialmente The Doors, Pink Floyd e Grateful Dead, fazem o uso de um teclado, geralmente o órgão eletrônico, que pode ser ouvido em várias canções do estilo.

## Bandas de acid rock
- Big Brother and the Holding Company
- Blue Cheer[13]
- Cream
- The Doors
- Grateful Dead
- The Great Society
- Jefferson Airplane
- The Jimi Hendrix Experience[14]
- New Riders of the Purple Sage
- Pink Floyd
- Quicksilver Messenger Service[13]
- The Seeds
- Steppenwolf[13]
- Ultimate Spinach
- Vanilla Fudge
- Mar de Marte